# شاين ماكلوكين
شاين ماكلوكين (1 مارس 1997 في جمهورية أيرلندا - ) (بالإنجليزية: Shane McLoughlin)‏ هو لاعب كرة قدم أيرلندي في مركز الهجوم. لعب مع إيبسويتش تاون.

## وصلات خارجية
- شاين ماكلوكين على موقع قاعدة بيانات كرة القدم.إي يو (الإنجليزية)
- شاين ماكلوكين على موقع Soccerbase.com (لاعب) (الإنجليزية)